# Wereldkampioenschappen wielrennen 1987
De wereldkampioenschappen wielrennen 1987 werden gehouden op 6 september in het Oostenrijkse Villach. De wegwedstrijd bij de elite mannen werd gewonnen door Stephen Roche, voor Moreno Argentin en Juan Fernández. Bij de elite vrouwen won Jeannie Longo voor de Nederlanders Heleen Hage en Connie Meijer.

## Uitslagen
| Mannen – Individuele wegwedstrijd (276 km) |                       |          |
| Plaats                                     | Naam                  | Tijd     |
| Goud                                       | Stephen Roche         | 6u50'02" |
| Zilver                                     | Moreno Argentin       | +1"      |
| Brons                                      | Juan Fernandez Martin | z.t.     |
| 4                                          | Rolf Gölz             | z.t.     |
| 5                                          | Sean Kelly            | z.t.     |
| 6                                          | Steven Rooks          | z.t.     |
| 7                                          | Teun van Vliet        | z.t.     |
| 8                                          | Rolf Sørensen         | z.t.     |
| 9                                          | Erik Breukink         | z.t.     |
| 10                                         | Claude Criquielion    | z.t.     |

| Vrouwen – Individuele wegwedstrijd (72 km) |                  |          |
| Plaats                                     | Naam             | Tijd     |
| Goud                                       | Jeannie Longo    | 1u46'40" |
| Zilver                                     | Heleen Hage      | +12"     |
| Brons                                      | Connie Meijer    | z.t.     |
| 4                                          | Agnes Dusart     | z.t.     |
| 5                                          | Lisa Brambani    | z.t.     |
| 6                                          | Unni Larsen      | z.t.     |
| 7                                          | Monica Bandini   | z.t.     |
| 8                                          | Luisa Seghezzi   | z.t.     |
| 9                                          | Kathleen Shannon | z.t.     |
| 10                                         | Sally Zack       | z.t.     |

1921 · 
1922 · 
1923 · 
1924 · 
1925 · 
1926 · 
1927 · 
1928 · 
1929 · 
1930 · 
1931 · 
1932 · 
1933 · 
1934 · 
1935 · 
1936 · 
1937 · 
1938 · 
1946 · 
1947 · 
1948 · 
1949 · 
1950 · 
1951 · 
1952 · 
1953 · 
1954 · 
1955 · 
1956 · 
1957 · 
1958 · 
1959 · 
1960 · 
1961 · 
1962 · 
1963 · 
1964 · 
1965 · 
1966 · 
1967 · 
1968 · 
1969 · 
1970 · 
1971 · 
1972 · 
1973 · 
1974 · 
1975 · 
1976 · 
1977 · 
1978 · 
1979 · 
1980 · 
1981 · 
1982 · 
1983 · 
1984 · 
1985 · 
1986 · 
1987 · 
1988 · 
1989 · 
1990 · 
1991 · 
1992 · 
1993 · 
1994 · 
1995 · 
1996 · 
1997 · 
1998 · 
1999 · 
2000 · 
2001 · 
2002 · 
2003 · 
2004 · 
2005 · 
2006 · 
2007 · 
2008 · 
2009 ·
2010 · 
2011 · 
2012 · 
2013 · 
2014 · 
2015 · 
2016 · 
2017 · 
2018 · 
2019 · 
2020 ·
2021 ·
2022 ·
2023 ·
2024 ·
2025 ·
2026